# Premier ministre des Philippines
Le Premier ministre des Philippines (Punong Ministro ng Pilipinas) fut le titre du chef du gouvernement de ce pays à deux reprises : en 1899, puis de 1978 à 1986.

## Historique
Durant la révolution philippine, le poste de Premier ministre (officiellement le président du Conseil de gouvernement) est créé par le gouvernement révolutionnaire d'Emilio Aguinaldo en 1899. C'est le conseiller et ami proche d'Aguinaldo, Apolinario Mabini, qui assure le premier cette fonction le 2 janvier 1899. Le Premier ministre est alors officiellement le chef du Conseil de gouvernement composé de sept ministres. Il est remplacé par Pedro Paterno en mai de la même année. Toutefois, Paterno est capturé par des soldats américains le 13 novembre 1899 durant la guerre américano-philippine, et prête finalement allégeance aux États-Unis en 1900. Le président Aguinaldo, lui-même en fuite, n'est pas en mesure de lui désigner un successeur. Les États-Unis gagnent la guerre (officiellement en 1901) et instaurent d'abord un régime colonial, puis créent le Commonwealth des Philippines en 1935, dont les institutions prévoient un vice-président, mais pas de Premier ministre ou de chef de gouvernement.
Le poste de Premier ministre est rétabli par Ferdinand Marcos de 1978 à 1986. Le président Marcos a instauré la loi martiale en 1972 et fait passer le troisième amendement à la Constitution de 1973 qui rétablit le Premier ministre. Il fait aussi passer le sixième amendement qui lui permet de s'arroger le pouvoir législatif en plus du pouvoir exécutif, transformant de fait les Philippines en régime autoritaire. Marcos devient lui-même Premier ministre en plus de son mandat de président, avant de désigner Cesar Virata comme successeur à ce poste (restant naturellement le président).
Après l'insurrection populaire de 1986, Marcos est forcé de quitter la présidence. Il est remplacé par Corazon Aquino au poste de président, et Salvador Laurel devient temporairement son Premier ministre. La Constitution de 1986 abolit la fonction.

## Liste des Premiers ministres

### Présidents du Conseil de gouvernement (1899)
| #                                               | Nom             | Nom               | Nom        | Parti     | Mandat         | Mandat           | Président        | Constitution                 |
| ----------------------------------------------- | --------------- | ----------------- | ---------- | --------- | -------------- | ---------------- | ---------------- | ---------------------------- |
| 1                                               |                 | Apolinario Mabini |            | Katipunan | 2 janvier 1899 | 23 janvier 1899  | Emilio Aguinaldo | Gouvernement révolutionnaire |
| 1                                               | 23 janvier 1899 | Apolinario Mabini | 7 mai 1899 | Katipunan | Ire République |                  | Emilio Aguinaldo |                              |
| 2                                               | Pedro Paterno   |                   | 7 mai 1899 | Katipunan | Ire République | 13 novembre 1899 | Emilio Aguinaldo |                              |
| Fonction abolie 14 novembre 1899 - 11 juin 1978 |                 |                   |            |           |                |                  |                  |                              |

### Premiers ministres (1978-1986)
| # | Nom          | Nom              | Nom             | Parti | Mandat          | Mandat       | Président        | Constitution   |
| - | ------------ | ---------------- | --------------- | ----- | --------------- | ------------ | ---------------- | -------------- |
| 1 |              | Ferdinand Marcos |                 | KBL   | 12 juin 1978    | 30 juin 1981 | Ferdinand Marcos | IVe République |
| 2 | Cesar Virata |                  | 30 juin 1981    | KBL   | 23 juillet 1984 |              | Ferdinand Marcos | IVe République |
| 2 | Cesar Virata | 23 juillet 1984  | 25 février 1986 | KBL   |                 |              | Ferdinand Marcos | IVe République |
| 3 |              | Salvador Laurel  |                 | UNIDO | 25 février 1986 | 25 mars 1986 | Corazon Aquino   | IVe République |